# Ивахненко, Сергей Алексеевич
Сергей Алексеевич Ивахненко — украинский учёный в области материаловедения сверхтвёрдых материалов, занимающийся исследованием закономерностей выращивания структурно совершенных крупноразмерных монокристаллов алмаза и кубического нитрида бора, и созданием научных основ и новых технологий их получения при сверхвысоких давлениях и температурах. В сферу научных интересов С. А. Ивахненко также входят фазовые превращения в веществах при высоких давлениях и температурах, кристаллизация алмаза и кубического нитрида бора с нанесённым дефектно-примесным составом в области термодинамической стабильности, а также изучением свойств указанных материалов.
Заведующий отделом синтеза крупных монокристаллов алмаза и кубического нитрида бора, ныне Отдел монокристаллов сверхтвёрдых материалов Архивная копия от 26 ноября 2016 на Wayback Machine Института сверхтвёрдых материалов им. В. Н. Бакуля НАН Украины.
Член-корреспондент НАН Украины (2012), профессор (2011).
Награждён Почётной грамотой Верховной Рады Украины, знаком отличия НАН Украины «За подготовку научной смены».

## Биография
Родился 18.04.1950 г. в с. Мурафа Краснокутского района Харьковской области. В 1972 г. окончил Физический факультет Харьковского государственного университета им. А. М. Горького (современное название — Харьковский национальный университет им. В. Н. Каразина) по специальности «Физика», и был направлен на работу на Полтавский завод синтетических алмазов и алмазного инструмента, а затем в Институт сверхтвёрдых материалов В. Н. Бакуля НАН Украины (г. Киев).
С 1975 г. учился в аспирантуре Института физики твёрдого тела Академии наук СССР. В 1981 году защитил кандидатскую диссертацию «Изучение фазовых превращений в некоторых бинарных системах при сдавливании до 80 кбар» на соискание учёной степени кандидата физико-математических наук по специальности «Физика твёрдого тела». В 1991 г. С. А. Ивахненко было присвоено учёное звание «Старший научный сотрудник».
В 1998 г. защитил диссертацию «Закономерности направленного роста монокристаллов алмаза в области термодинамической стабильности» на соискание учёной степени Доктора технических наук по специальности в специализированном учёном совете при Институте сверхтвёрдых материалов им. В. Н. Бакуля НАН Украины.
«Материаловедение»
В 2011 году С. А. Ивахненко было присвоено звание профессора.
За время работы в Институте сверхтвёрдых материалов с 1973 года по настоящее время С. А. Ивахненко прошёл путь от инженера до заведующего отделом.
Член-корреспондент НАН Украины (2012), специальность: «Материаловедение», «Сверхтвёрдые материалы».

## Научная деятельность
С 1973 г. по настоящее время работает в Институте сверхтвёрдых материалов им. В. Н. Бакуля НАН Украины (инженер; младший научный сотрудник лаборатории технологии синтеза и спекания сверхтвёрдых материалов при высоких давлениях; старший научный сотрудник; заведующий отделом синтеза крупных монокристаллов алмаза и кубического нитрида бора, ныне — монокристаллов сверхтвёрдых материалов).
В период 1973—1982 гг. С. А. Ивахненко было проведено систематическое изучение фазовых равновесий в модельных бинарных системах легкоплавких элементов при давлениях до 8 ГПа, которые позволили установить закономерности образования новых промежуточных фаз при повышении давления и температуры и зависимость сверхпроводящих свойств этих фаз от структурных характеристик.
С 1983 года С. А. Ивахненко работает над исследованием фазовых равновесий при высоких давлениях и температурах в многокомпонентных металлических системах с углеродом. Им обоснованные критерии для определения условий начала зародышеобразования и роста алмаза, определённые минимальное давление, диапазон температур и концентрации компонентов, в пределах которых становится возможной кристаллизация структурно совершенных монокристаллов. С 1991 г. эти исследования позволили перейти к изучению закономерностей направленного роста алмаза на затравке с использованием переноса углерода в температурном градиенте.
Начиная с 2000 г., С. А. Ивахненко последовательно занимается исследованиями по направленному изменению дефектно-примесных состава и свойств монокристаллов природного и синтетического алмаза путём термобарической обработки (НТНР-обработки). Установлены условия и критерии, необходимые для полного обесцвечивания кристаллов; показано, что сочетание НТНР-обработки алмазов с облучением высокоэнергетическими электронами (Е ~ 10 МэВ) и нагревом в интервале 600 −700 ° С позволяет получать уникальные оптические характеристики алмазов и образцы красного и оранжевого цветов.
Научная деятельность С. А. Ивахненко позволила развить в Институте сверхтвёрдых материалов научное направление выращивания структурно совершенных алмазов различных типов. На основе его научных исследований были разработаны технологии производства алмазов в условиях термодинамической стабильности, которые позволяют получать высококачественные образцы алмаза массой до 5 карат и размером 12 — 15 мм, которые дают возможность получать монокристаллы со свойствами, не уступающие лучшим природным образцам, и способны заменить природное сырьё для использования в различных отраслях промышленности.
Подготовил 5 кандидатов технических наук. Автор 206 научных публикаций, в том числе 39 авторских свидетельств и патентов.

## Почётные звания
- Почётная грамота Верховного Совета Украины с медалью (2011);
- Знак отличия НАН Украины «За подготовку научной смены» (к 90-летию НАН Украины) (2008);
- Бронзовая медаль ВДНХ (1978);
- Почётная Бакулевская медаль «За выдающиеся достижения в научно-исследовательской работе по созданию сверхтвёрдых алмазоподобных материалов» (2002).

## Публикации
1. Выращивание крупных монокристаллов алмаза в области термодинамической стабильности / C.А. Ивахненко, Н. В. Новиков // Сверхтвёрдые материалы. Получение и применение: монография в 6 т. — Киев : ИСМ им. В. Н. Бакуля НАН Украины, 2003. — Т.1: Синтез алмаза и подобных материалов. — Гл. 6. — С. 179—198. — Библиогр.: 24 назв.
2. Алмаз синтетический, монокристаллы / Н. В. Новиков, С. А. Ивахненко // Неорганическое материаловедение: энциклоп. изд-е. В 2 т. / под ред. Г. Г. Гнесина, В. В. Скорохода; НАН Украины. Ин-т пробл. материаловедения им. И. Н. Францевича. — Киев : Наук. думка, 2008. — Т. 2, кн. 1: Материалы и технологии: А-О. — С. 41-46.
3. Термобарическая обработка алмазов / С. А. Ивахненко, Н. В. Новиков // Неорганическое материаловедение: энциклоп. изд-е. В 2 т. / под ред. Г. Г. Гнесина, В. В. Скорохода; НАН Украины. Ин-т пробл. материаловедения им. И. Н. Францевича. — Киев : Наук. думка, 2008. — Т. 2, кн. 2: Материалы и технологии: П-Э. — С. 405—410. — Библиогр.: 3 назв.
4. Properties of semiconducting diamonds grown by the temperature-gradient method / N.V. Novikov, T.A. Nachalnaya, S.A. Ivakhnenko et al. // Diamond and Related Materials. — 2003. — 12, No. 10-11. — P. 1990—1994. — Bibliogr.: 16 ref.[8]
5. Сверхтвёрдые материалы. Получение и применение: В 6 т. / Под общ. ред. Н. В. Новикова; НАН Украины. Ин-т сверхтвёрдых материалов им. В. Н. Бакуля. — Т. 1. Синтез алмазов и подобных материалов / Под ред. А. А. Шульженко. — Киев, 2003. — 320 с.
6. Синтетические сверхтвёрдые материалы: В 3 т. / Под ред. Н. В. Новикова (отв. ред.), Е. К. Бондарева, А. С. Вишневского и др.; Акад. наук Украинской ССР, Ин-т сверхтвёрдых материалов им. В. Н. Бакуля. — Т. 1. Синтез сверхтвёрдых материалов. — Киев: Наук. думка, 1986. — 279 с.
7. Lisakovskiy V.V., Ivakhnenko S.A., Serga M.A. e. a. In: Int. Conf. «Crystal Materials 2005» (ICCM 2005). May 30 — June 2, 2005. Kharkov, Ukraine. Abstracts book, p. 16.
8. Особенности дефектно-примесного состава алмазов, полученных в системе магний-углерод / Т. В. Коваленко, С. А. Ивахненко, А. М. Куцай // Восточно-Европейский журнал передовых технологий. — 2015. — № 3(11). — С. 39-42. Архивная копия от 30 сентября 2020 на Wayback Machine